# Lucemburk
Lucemburk (lucembursky Lëtzebuerg, francouzsky Luxembourg, německy Luxemburg) je hlavní město Lucemburského velkovévodství a žije zde 128 494 obyvatel a v jeho aglomeraci 181 764 (2022). Leží na skalnatém masívu nad soutokem řek Alzette a Pétrusse a je významným bankovním a administrativním centrem. Složitý členitý terén je překonáván pomocí 100 mostů, které patří pro své nádherné pohledy na město mezi časté turistické cíle. Historické centrum města figuruje od roku 1994 na seznamu světového kulturního dědictví UNESCO.

## Historie
Historicky sloužilo město Lucemburk jako vojenská pevnost, což do dnešního dne dokládá systém opevnění, městských hradeb a podzemních chodeb. Pro našince je nejvýznamnější památkou katedrála Notre Dame ze 17. století, pod kterou se nalézá krypta českého krále Jana Lucemburského. Mezi další pamětihodnosti lze přiřadit velkovévodský palác, obchodní třídy Grand Rue, náměstí Place d’Armes. Pamětní desku má ve městě i český student Jan Palach na stejnojmenném náměstí (nedaleko Place d’Armes v centru města).
Ve městě sídlí některé instituce Evropské unie: sekretariát Evropského parlamentu, Soudní dvůr Evropské unie, část Evropské komise a Evropský účetní dvůr. Většina těchto institucí sídlí ve čtvrti Kirchberg.

## Fotogalerie

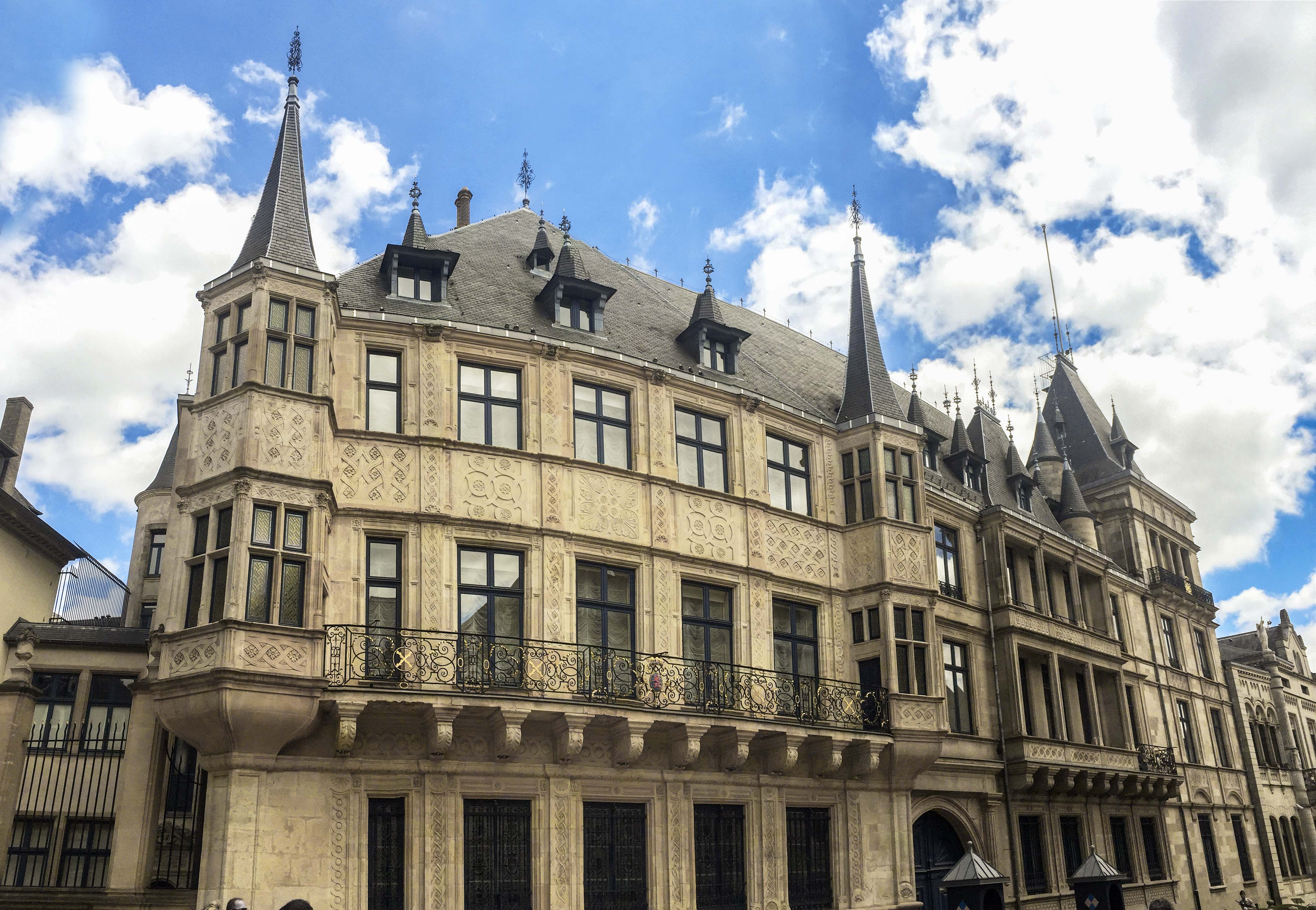
velkovévodský palác
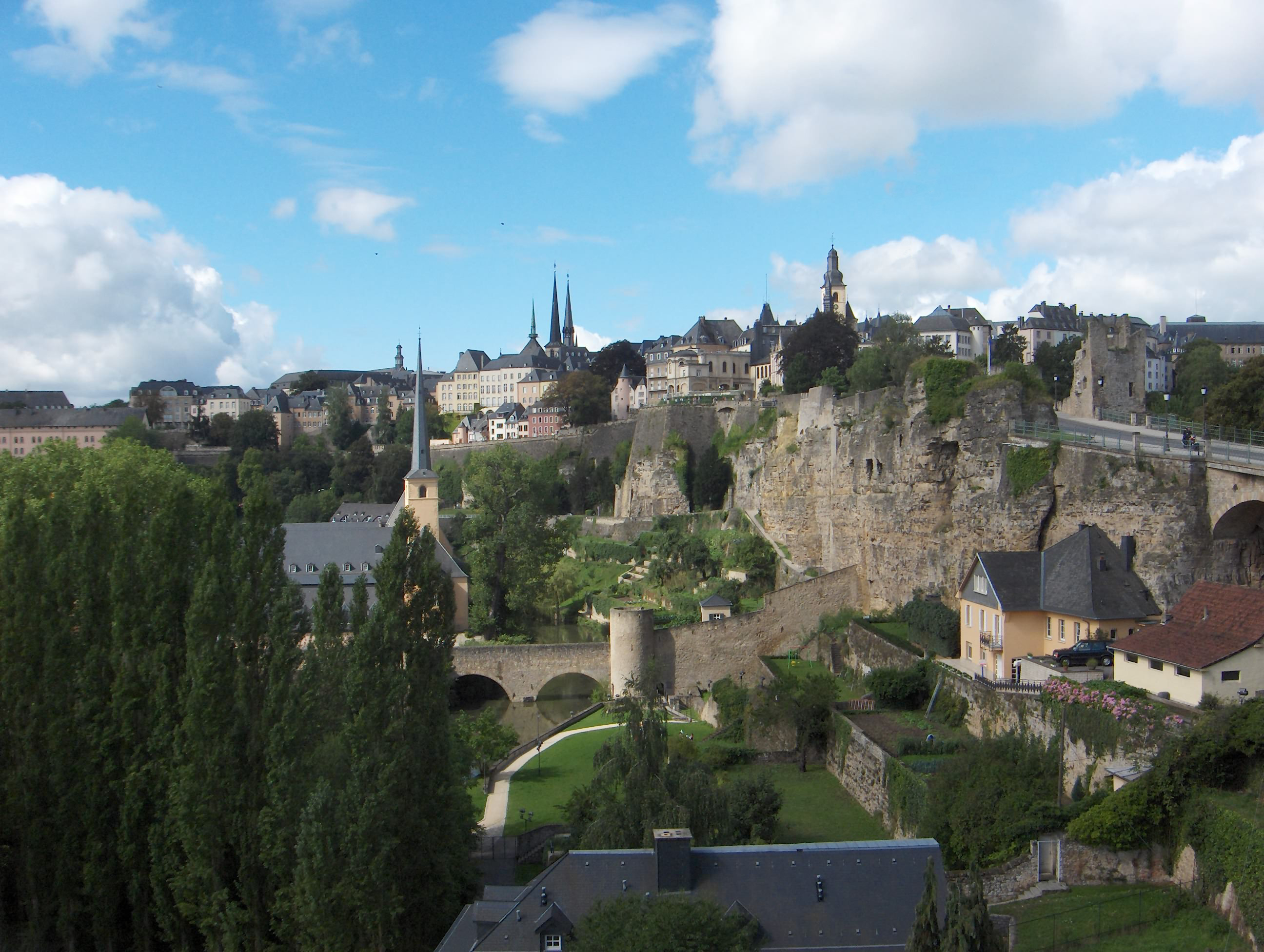
pohled na Horní město
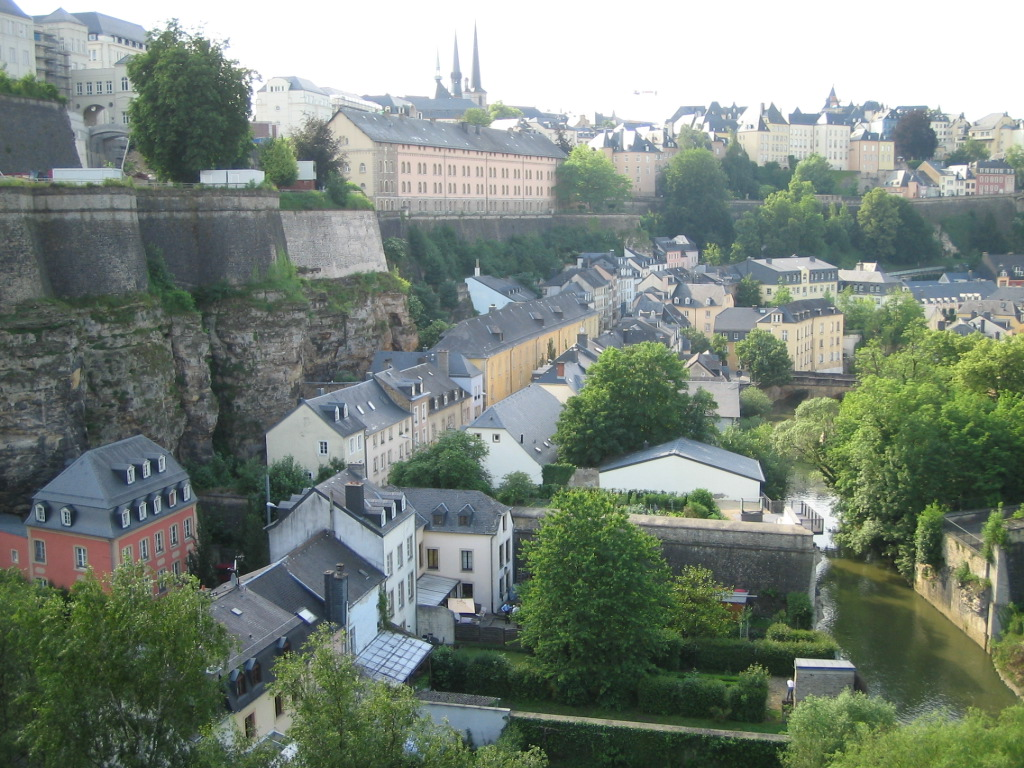
pohled na historickou část města
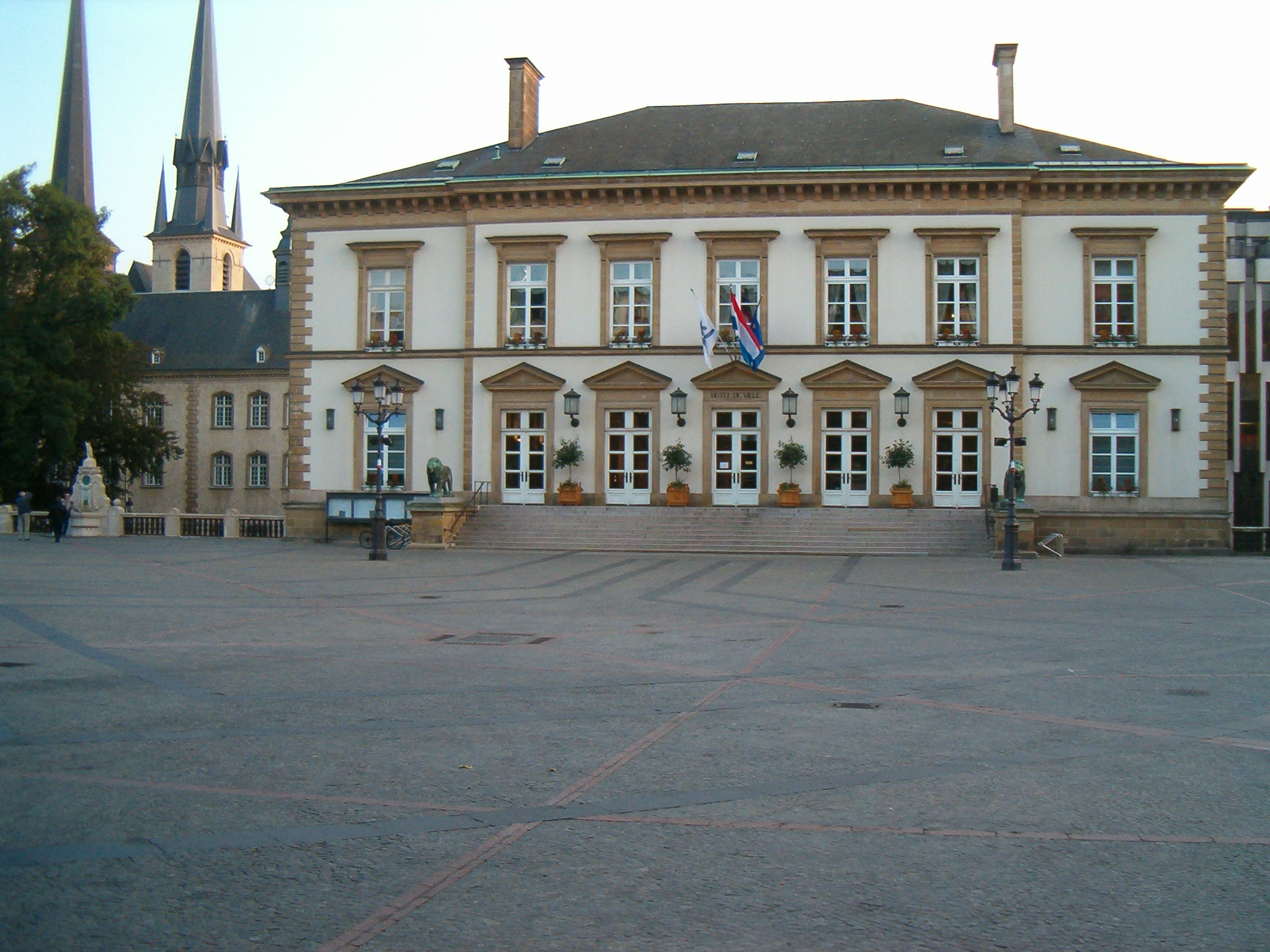
radnice města
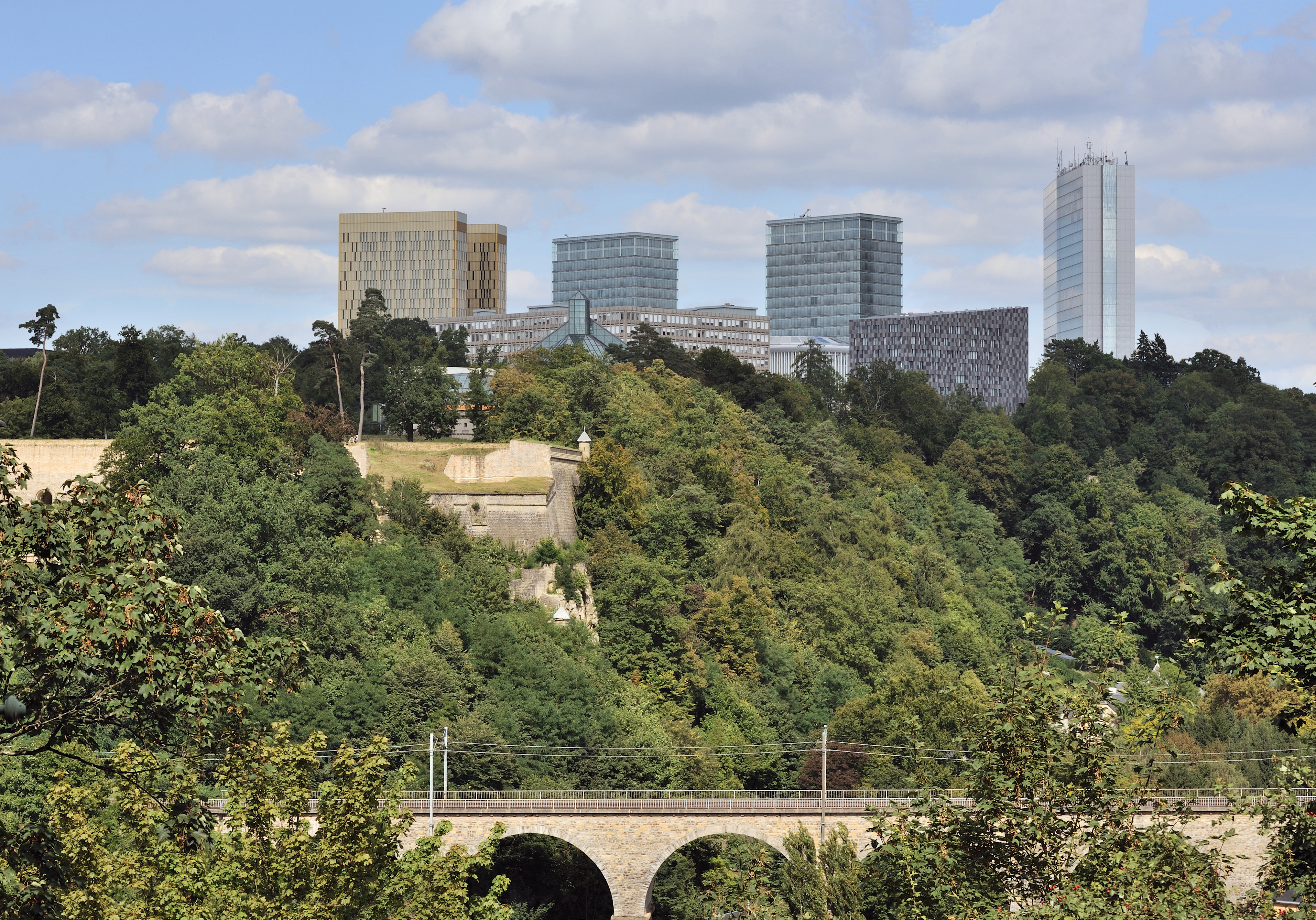
Kirchberg - sídlo institucí Evropské unie

## Partnerská města
- Camden, Velká Británie
- Metz, Francie
- Praha, Česko